# Souk Ahras (tỉnh)
Souk Ahras (tiếng Ả Rập: ولاية سوق أهراس ) là một tỉnh ở Algérie, được đặt tên theo tỉnh lỵ Souk Ahras. Tỉnh này nằm ở biên giới với các vùng thủ hiến Jendouba và Kef của Tunisia.

## Các đơn vị hành chính
Tỉnh này gồm 10 huyện và 26 đô thị. Các huyện bao gồm:
- Merahna
- Sedrata
- M'Daourouch
- Taoura
- Ouled Driss
- Haddada
- Mechroha
- Bir Bouhouche
- Oum El Adhaïm
- Souk Ahras